# Beatriz at Dinner
Pour plus de détails, voir Fiche technique et Distribution.
Beatriz at Dinner est une comédie dramatique réalisée par Miguel Arteta sur un scénario de Mike White et sorti en 2017 au Festival du film de Sundance.

## Fiche technique
- Titre original : Beatriz at Dinner
- Titre français : Beatriz at Dinner
- Réalisation : Miguel Arteta
- Scénario : Mike White
- Photographie : Wyatt Garfield
- Montage : Jay Deuby
- Musique :
- Pays d'origine : États-Unis
- Langue originale : anglais
- Format : couleur
- Genre : comédie dramantique
- Durée : 79 minutes
- Dates de sortie : 
  -  États-Unis : 23 janvier 2017 (festival du film de Sundance)
  -  États-Unis : 9 juin 2017 (sortie nationale)
  -  France : 9 juin 2017 (inédit en salles)

## Distribution

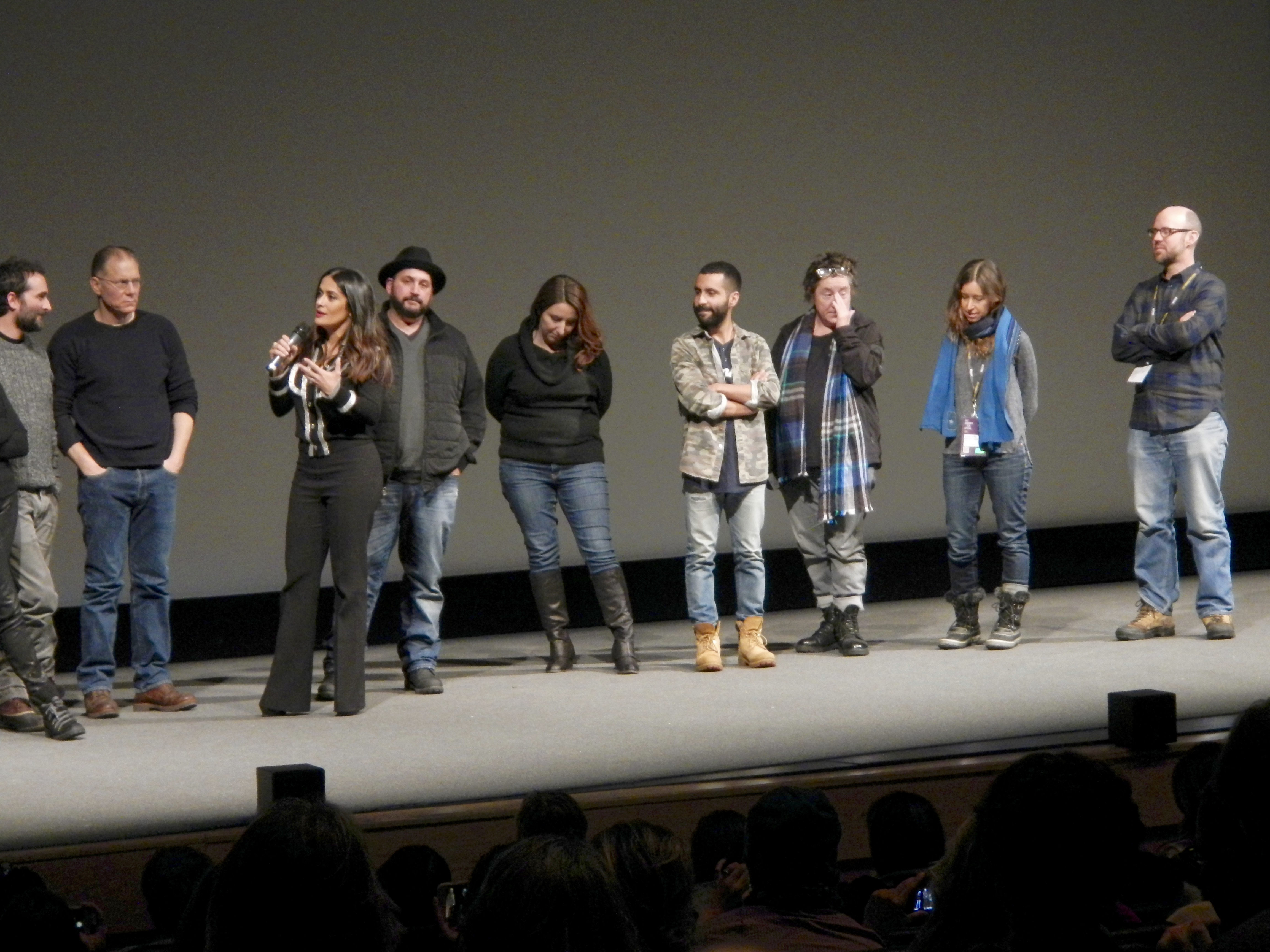
L'équipe du film à la première au Festival de Sundance 2017.

- Salma Hayek : Beatriz
- John Lithgow : Doug Strutt
- Chloë Sevigny : Shannon
- Connie Britton : Cathy
- Amy Landecker : Jeana
- John Early : Evan
- Jay Duplass : Alex
- David Warshofsky : Grant
- Natalia Abelleyra : Suzana